# Zátor
Zátor település Csehországban, a Bruntáli járásban. Zátor Lichnov, Nové Heřminovy, Brantice, Milotice nad Opavou és Čaková településekkel határos. Lakosainak száma 1172 fő (2024. január 1.).

## Népesség
A település lakosságának változását az alábbi diagram mutatja:
| Lakosok száma | 1459 | 1567 | 1564 | 1113 | 1126 | 1183 | 1203 | 1193 | 1163 | 1172 |
|               | 1869 | 1890 | 1921 | 1950 | 1980 | 2001 | 2017 | 2019 | 2022 | 2024 |